# シャンペーン (イリノイ州)
シャンペーン（Champaign）は、アメリカ合衆国イリノイ州シャンペーン郡の都市。人口は8万8302人（2020年）で郡内最大の都市だが、郡庁はシャンペーンではなく、東隣のアーバナに置かれている。イリノイ大学の旗艦校アーバナ・シャンペーン校がある学園都市。

## 歴史
1833年にシャンペーン郡がバーミリオン郡から分割する形で創設されたとき、現在シャンペーン市がある土地には一面の原野が広がっていた。この地に最初に入植してきたのは、オハイオ州出身のジョン・フィリップスであった。フィリップスは1837年にシャンペーン郡に入植し、1841年に、現在のシャンペーン市北西部、ブルーミントン・ロードが通っているあたりに家を建てた。
やがて1850年代に入ると、州北西端のガリーナと南端のカイロを結ぶ本線を中心とするイリノイ・セントラル鉄道が開通し、その駅がアーバナの郡庁舎から西へ2マイルの地点に設置された。1857年には、この駅の周辺の地はウェストアーバナ村として正式に法人化された。その3年後、1860年には、アーバナが鉄道線路の西側へと市域を拡大することを拒んだため、アーバナとは別個の自治体として市制を施行し、市名にもアーバナの名を冠さず、郡名と同じシャンペーンとした。
鉄道の次にシャンペーンの将来を決定付けたのは大学であった。1867年、州政府はこの地にイリノイ産業大学（後のイリノイ大学アーバナ・シャンペーン校）の設置を決定した。候補地としてはシャンペーン郡のほかにローガン郡、マクリーン郡、およびモーガン郡が挙がっていたが、これら3郡を蹴ってシャンペーン郡に設置が決まったのは、地元のイリノイ州議会下院議員で、アーバナの市長も務めたクラーク・ロビンソン・グリッグスによるロビー活動が功を奏したことも大きな要因であった。

## 地理
| 左: イリノイ州におけるシャンペーン郡の位置右: シャンペーン郡におけるシャンペーンの市域  |  | 左: イリノイ州におけるシャンペーン郡の位置右: シャンペーン郡におけるシャンペーンの市域 |
| 左: イリノイ州におけるシャンペーン郡の位置 右: シャンペーン郡におけるシャンペーンの市域 |  |                                                                                        |

シャンペーンは北緯40度6分47秒 西経88度15分40秒 / 北緯40.11306度 西経88.26111度に位置している。シカゴからは南へ約220km、インディアナポリスからは西へ約200km、セントルイスからは北東へ約280km、州都スプリングフィールドからは東へ約135km、インディアナ州との州境からは西へ約60kmに位置する。市の標高は225mである。
アメリカ合衆国国勢調査局によると、シャンペーン市は総面積58.2km²（22.46mi²）である。このうち58.1km²（22.43mi²）が陸地で0.08km²（0.03mi²）が水域である。総面積の0.13%が水域となっている。シャンペーンと、東隣のアーバナの両市を中心とした都市圏はシャンペーン郡を中心に、西に隣接するピアット郡、および北に隣接するフォード郡の3郡にまたがり、その総面積は4,983km²（1,924mi²）におよぶ。
シャンペーンの気候は中西部によく見られる大陸性の気候である。最も暖かい7月の月平均気温は24℃、最高気温の平均は30℃である。最も寒い1月の平均気温は氷点下3℃で、日中こそ0℃を超えるものの、夜になると氷点下に下がる日が続く。降水は春から初秋、3月から9月までにかけて多く、月間80-105mm前後に達する。冬季はやや乾燥しているが、12月から3月までは月間9-15cm程度の降雪が見られる。年間降水量は970mm程度である。ケッペンの気候区分では、シャンペーンは亜寒帯湿潤気候（Dfa）に属する。
|               | 1月  | 2月  | 3月  | 4月  | 5月   | 6月   | 7月  | 8月  | 9月  | 10月 | 11月 | 12月 | 年    |
| ------------- | ---- | ---- | ---- | ---- | ----- | ----- | ---- | ---- | ---- | ---- | ---- | ---- | ----- |
| 平均気温（℃） | -3.3 | -1.3 | 4.5  | 10.8 | 16.8  | 21.9  | 24.0 | 22.9 | 19.2 | 12.8 | 5.3  | -1.2 | 11.1  |
| 降水量（mm）  | 53.3 | 50.8 | 81.3 | 96.5 | 106.7 | 101.6 | 99.1 | 94.0 | 81.3 | 71.1 | 71.1 | 61.0 | 967.8 |

## 政治

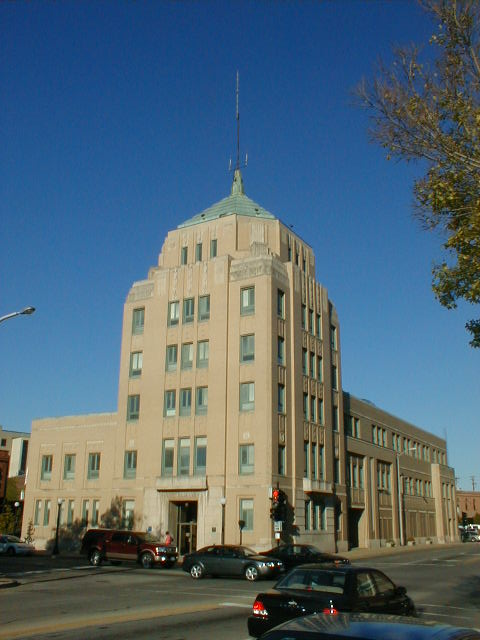
シャンペーン市庁舎

シャンペーンはシティー・マネージャー制を採っている。シティー・マネージャーは市の行政の最高責任者で、市議会が決定した政策の実行、および行政実務の管理に責任を負う。シティー・マネージャーの下には、財務・消防・人事・情報技術・法務・地区サービス・駐車対策・都市計画・警察・公共事業の各部門が置かれている。
市の立法機関である市議会は議長である市長と8名の市議員から成っている。8名の市議員のうち、5名は市を5つに分けた選挙区から1名ずつ選出され、残りの3名は全市から選出される。また市長は市議員とは別に、全市からの投票で選出される。市長・市議員とも、その任期は4年である。

## 経済
イリノイ大学はシャンペーンの地域経済に大きな影響を及ぼしている。イリノイ大学はそれ自体が10,000人以上を雇用する、シャンペーン最大の雇用主であるばかりでなく、ハイテク産業の受け皿として、大学の実験室や研究施設へのアクセスが容易な研究公園を有している。この研究公園にはYahoo!、アボット・ラボラトリーズ、ソニーなど90社以上が研究拠点を置き、技術者・研究者を中心に1,400人以上が雇用されている。

## 交通

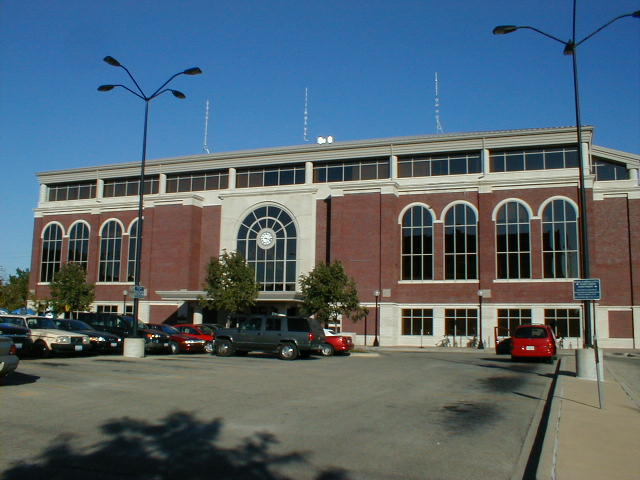
イリノイ・ターミナル

航空便は、市の南西8キロメートルにあるイリノイ大学ウィラード空港に発着する。同空港にはアメリカン・イーグルのみが就航しており、シカゴ・オヘア国際空港へ1日6便（土曜日のみ4便）、ダラス・フォートワース国際空港へ1日1便運航している。また、同空港は定期旅客便の発着のほか、ゼネラル・アビエーションと呼ばれる、チャーター機や自家用機の発着や、イリノイ大学航空学部の飛行実習にも使われる。
シャンペーンではI-57、I-72、I-74の3本の州間高速道路が交わる。I-57はシカゴから南へイリノイ州を縦断する高速道路で、シャンペーンでは市街地の西側を通っている。I-72はシャンペーンを東の起点/終点とし、イリノイ州中部（南北で見た場合の中部）を東西に横断し、ミズーリ州ハンニバルへと通じている。I-74はシンシナティとアイオワ州ダベンポート（クアッドシティ）を結ぶ高速道路で、シャンペーンおよびアーバナでは市街地の北を通っている。I-57とI-74は市の北西部で、またI-57とI-72は市の西部でそれぞれ交わる（I-72とI-74は交わっていない）。
ダウンタウンにはアムトラックの中長距離列車、グレイハウンドなどの中長距離バス、およびシャンペーン・アーバナ公共交通機関地区（MTD）の路線バスのターミナルを兼ねる、イリノイ・ターミナルという複合ターミナルが立地している。アムトラックはシカゴとニューオーリンズを結ぶ長距離列車シティ・オブ・ニューオーリンズ号のほか、シカゴとカーボンデールを結ぶイリノイ・サービス（Illinois Service）の中距離列車、イリニ号およびサルキ号が停車する。中長距離バスはシカゴとセントルイスを結ぶグレイハウンドのほか、インディアナポリス方面、ダベンポート方面、デモイン・オマハ・デンバー方面へのバーリントン・トレイルウェイズ、およびシカゴとメンフィスを結ぶメガバスが発着する。

## 教育

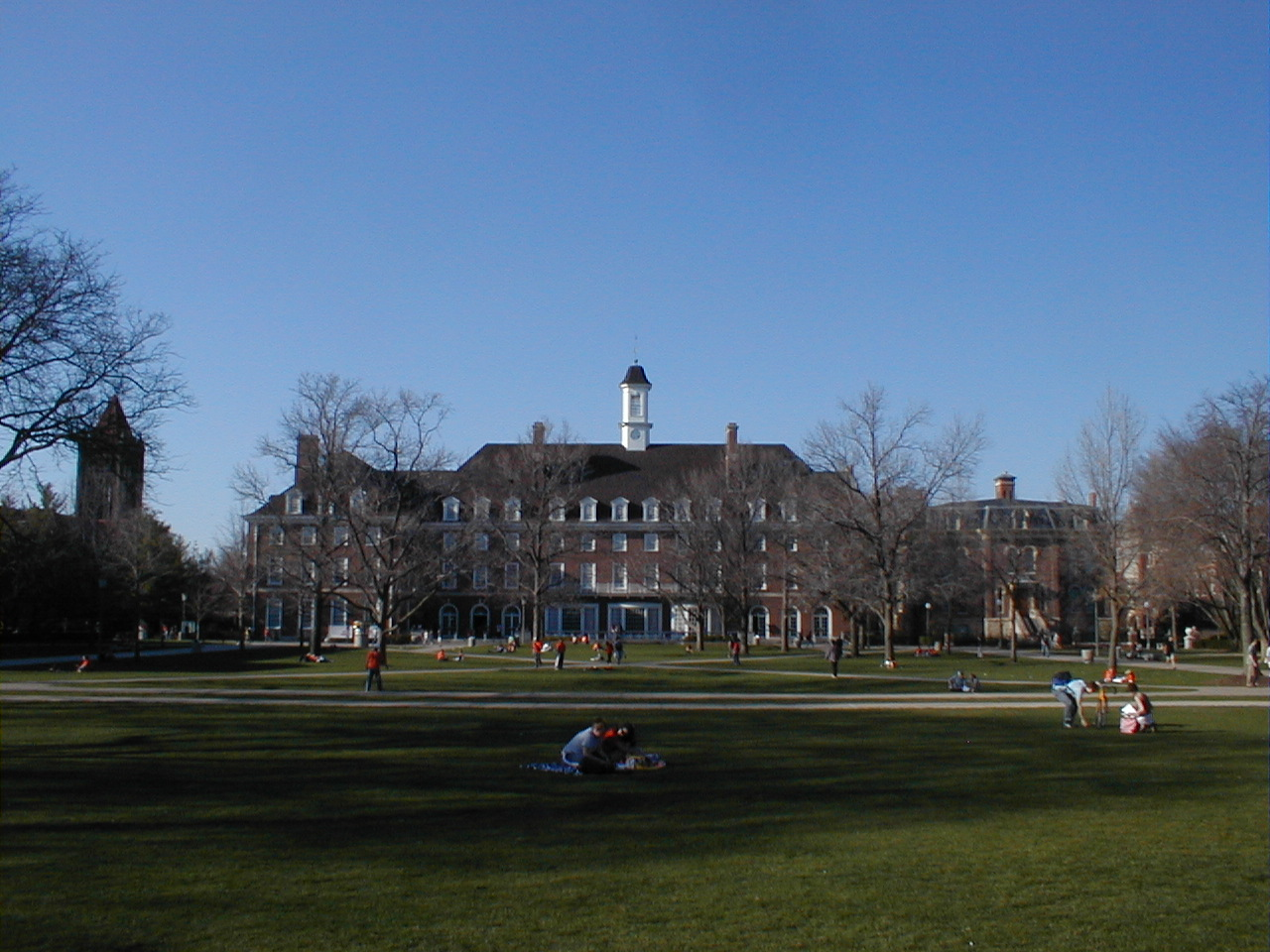
イリノイ大学アーバナ・シャンペーン校

イリノイ大学アーバナ・シャンペーン校はシャンペーン市中心部の南東およびアーバナ市中心部の南西に、両市にまたがるキャンパスを構えている。同学は1867年創立の州立総合大学で、17学部を有し、学部に150以上、大学院に100以上の専攻プログラムを持ち、学部生約32,000人、大学院生約10,000人を抱えている。同学はUSニューズ&ワールド・レポートの大学ランキングでは、全米の総合大学の中で上位50位以内に入る評価を受けている。また、同学のスポーツチーム、イリノイ・ファイティングイライナイは、中西部の有力大学12校で構成される、NCAAディビジョンIのビッグ・テン・カンファレンスに所属している。
シャンペーンにおけるK-12課程はシャンペーン・ユニット4学区の管轄下にある公立学校によって支えられている。同学区は幼児早期教育校1校、小学校（幼稚園-5年生）11校、中学校（6-8年生）3校、高校（9-12年生）3校を抱えている。

## 文化と名所
1,575席を有するシャンペーンきっての映画館、バージニア・シアターはダウンタウンに立地している。外観がイタリアン・ルネサンス建築様式、内装がスパニッシュ・ルネサンス建築様式のこの映画館は、もともと1921年にボードビルを演じる劇場として建てられ、その後演劇のための劇場としての時代を経て、1980年代に映画館へと転用されたものである。そのため、この映画館の舞台裏には、ボードビル劇場時代からのオルガンや大道具操作場所が残っている。また、この映画館では毎年4月に、ロジャー・エバート映画祭が開かれる。
イリノイ大学のキャンパス内には、ドーム型の屋根を持ち、横から見ると卵型をした同学のアリーナ、アセンブリー・ホールが立地している。16,000席を有するこの多目的アリーナでは、イリノイ・ファイティングイライナイの男女バスケットボールの試合のほか、ポップスやロックのコンサート、ブロードウェイのミュージカルの公演なども行われる。
イリノイ大学のキャンパス内に立地するスパーロック博物館は、古代文明や南北アメリカ大陸の先住民など、100万年にわたる人類史に関する、6つの大陸すべてからの出土物を収集・展示しており、そのコレクションは40,000点にのぼる。同じくイリノイ大学のキャンパス内に立地する、同学芸術学部のクラナート美術館は、古代エジプトから現代の写真に至るまで、9,000点の作品を常設展示物として収集・展示している。

## 人口動態

### 都市圏人口
シャンペーンの都市圏を形成する各郡の人口は以下の通りである（2010年国勢調査）。
シャンペーン・アーバナ都市圏
| 郡             | 州         | 人口      |
| -------------- | ---------- | --------- |
| シャンペーン郡 | イリノイ州 | 201,081人 |
| ピアット郡     | イリノイ州 | 16,729人  |
| フォード郡     | イリノイ州 | 14,081人  |
| 合計           | 合計       | 231,891人 |

### 市域人口推移
以下にシャンペーン市における1860年から2010年までの人口推移をグラフおよび表で示す。
| 統計年 | 人口     |
| ------ | -------- |
| 1860年 | 1,727人  |
| 1870年 | 4,625人  |
| 1880年 | 5,103人  |
| 1890年 | 5,839人  |
| 1900年 | 9,098人  |
| 1910年 | 12,421人 |
| 1920年 | 15,873人 |
| 1930年 | 20,348人 |
| 1940年 | 23,302人 |
| 1950年 | 39,563人 |
| 1960年 | 49,583人 |
| 1970年 | 56,837人 |
| 1980年 | 58,133人 |
| 1990年 | 63,502人 |
| 2000年 | 67,518人 |
| 2010年 | 81,055人 |

## 出身者
- ジア・ルイス＝スモールウッド - 陸上競技選手[26]

## 註
1. ↑  “Quickfacts.census.gov”. 2023年10月29日閲覧。
2. 1 2  McCollum, Dannel. Champaign: The Creation of a City of Champaign. City of Champaign.
3. ↑  History of Champaign Township, Il. J. S. Lothrop's Champaign County Directory With History of the same, and Each Township Therein. Chicago: Rand, McNally & Co., Printers & Binders. 1871年.
4. 1 2  Historical Overview. Our Best Yesterday, Today, and Tomorrow: Champaign's 150th Anniversary Celebration. City of Champaign.
5. ↑   "Griggs Puts U in Urbana". The News-Gazette. 1867年2月28日. Qtd in Hot Type: 150 Years of the Best Local Stories from the News-Gazette. p.13. Ed: Tom Kacich. Sports Publishing LLC. 2002年8月1日.
6. 1 2  Historical Weather for Champaign, Illinois, United States of America. Weatherbase.com.
7. ↑  City Manager's Office. City of Champaign.
8. ↑  City Departments. City of Champaign.
9. ↑  City Council. City of Champaign.
10. ↑  "Principal Employers - Current Fiscal Year and Nine Fiscal Years Ago". Comprehensive Annual Financial Report. p.141. City of Champaign. 2009年6月30日.
11. ↑  About. Research Park, University of Illinois at Urbana-Champaign.
12. ↑  FAA Airport Master Record for CMI. Federal Aviation Administration. 2012年6月20日. （PDFファイル）
13. ↑  Flight Schedules. Willard Airport, University of Illinois Urbana-Champaign.
14. ↑  Illinois Terminal. Champaign-Urbana Mass Transit District.
15. ↑  Amtrak Service in Illinois and Missouri. p.3. Amtrak. 2016年1月11日.
16. ↑  Scheduled Intercity Bus Service. Burlington Trailways.
17. ↑  Academics at Illinois. University of Illinois at Urbana-Champaign.
18. ↑  Best Colleges 2013: National University Rankings. p.5. U.S. News & World Report. 2012年.
2013年版（2012年発行）では46位であった。
19. ↑  90 YEARS... Yesterday, Today, and Tomorrow. Virginia Theatre.
20. ↑  General Info. Roger Ebert's Film Festival.
21. ↑  Overview. University of Illinois at Urbana-Champaign.
22. ↑  General Information, Collections of the Spurlock Museum. Spurlock Museum, University of Illinois at Urbana-Champaign.
23. ↑  Museum History & Architecture. Krannert Art Museum, University of Illinois at Urbana-Champaign.
24. ↑  “OMB Bulletin No. 18-04: Revised Delineations of Metropolitan Statistical Areas, Micropolitan Statistical Areas, and Combined Statistical Areas, and Guidance on Uses of the Delineations of These Areas” (2018年9月14日). 2021年12月27日閲覧。
25. ↑  Historical Census Data Archived 2012-08-14 at the Wayback Machine. Retrieved on 2014-6-24
26. ↑  “USA Track & Field - Gia Lewis-Smallwood”. USATF 2013年9月16日閲覧。